# National Museum of African Art
Il National Museum of African Art è un museo di arte africana di Washington, negli Stati Uniti. La struttura conserva al suo interno opere d'arte, fotografie e volumi interamente dedicati alla cultura dell'Africa.
Il museo possiede una collezione di dipinti del famoso pittore africano contemporaneo Fathi Hassan, considerato il primo pittore contemporaneo nella storia dell'arte africana.

## Storia
Prima istituzione dedicata all'arte africana degli Stati Uniti, il museo venne fondato nel 1964 da un ufficiale dello United States Foreign Service laico di nome Warren Robbins, che aveva acquistato diverse abitazioni del quartiere di Capitol Hill per esporre i suoi manufatti artistici africani, di cui era entrato in possesso in Germania. Nel 1979, la collezione di Robbins venne acquisita dallo Smithsonian Institution. Due anni più tardi, il museo venne rinominato National Museum of African Art.

## Galleria d'immagini

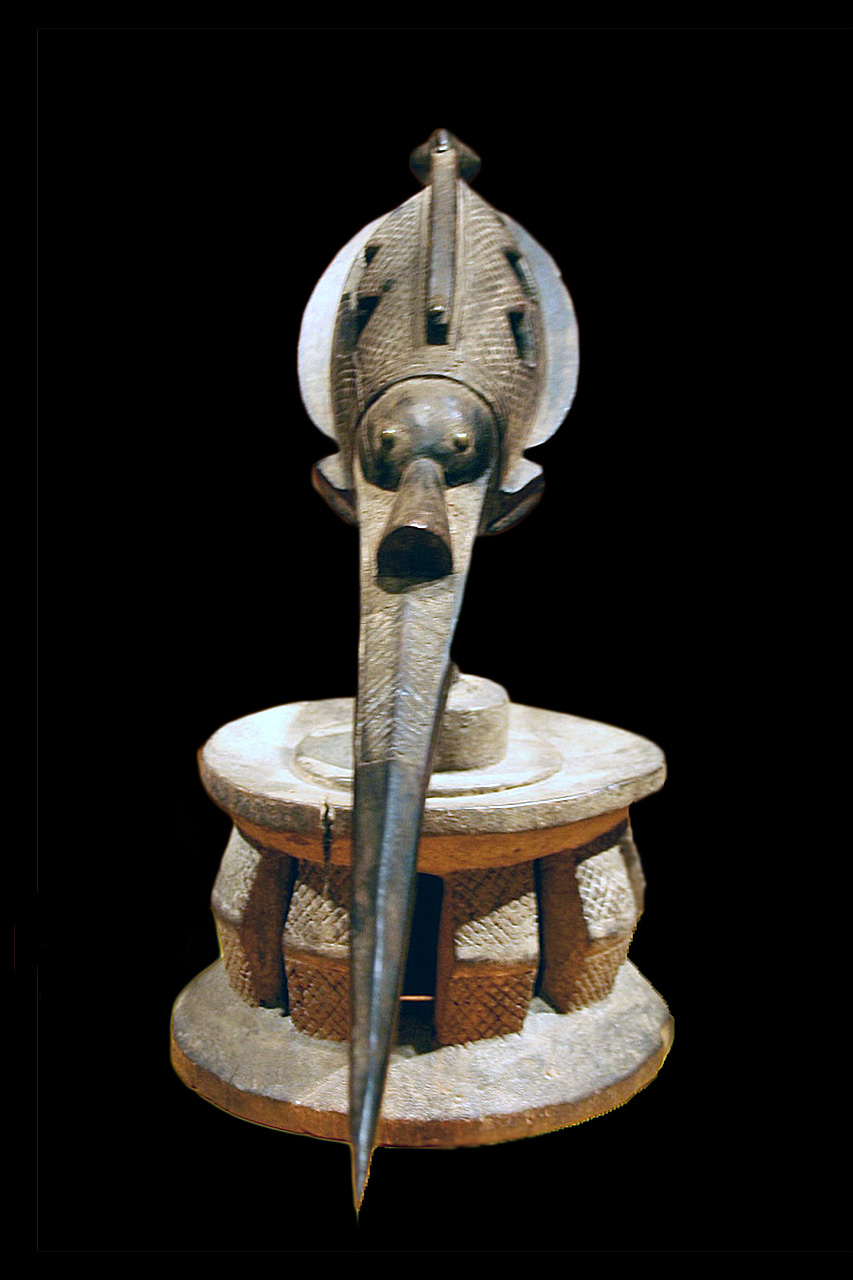
Figura da altare di A-Tshol, venerato dal popolo Baga della Guinea, prima metà del XX secolo
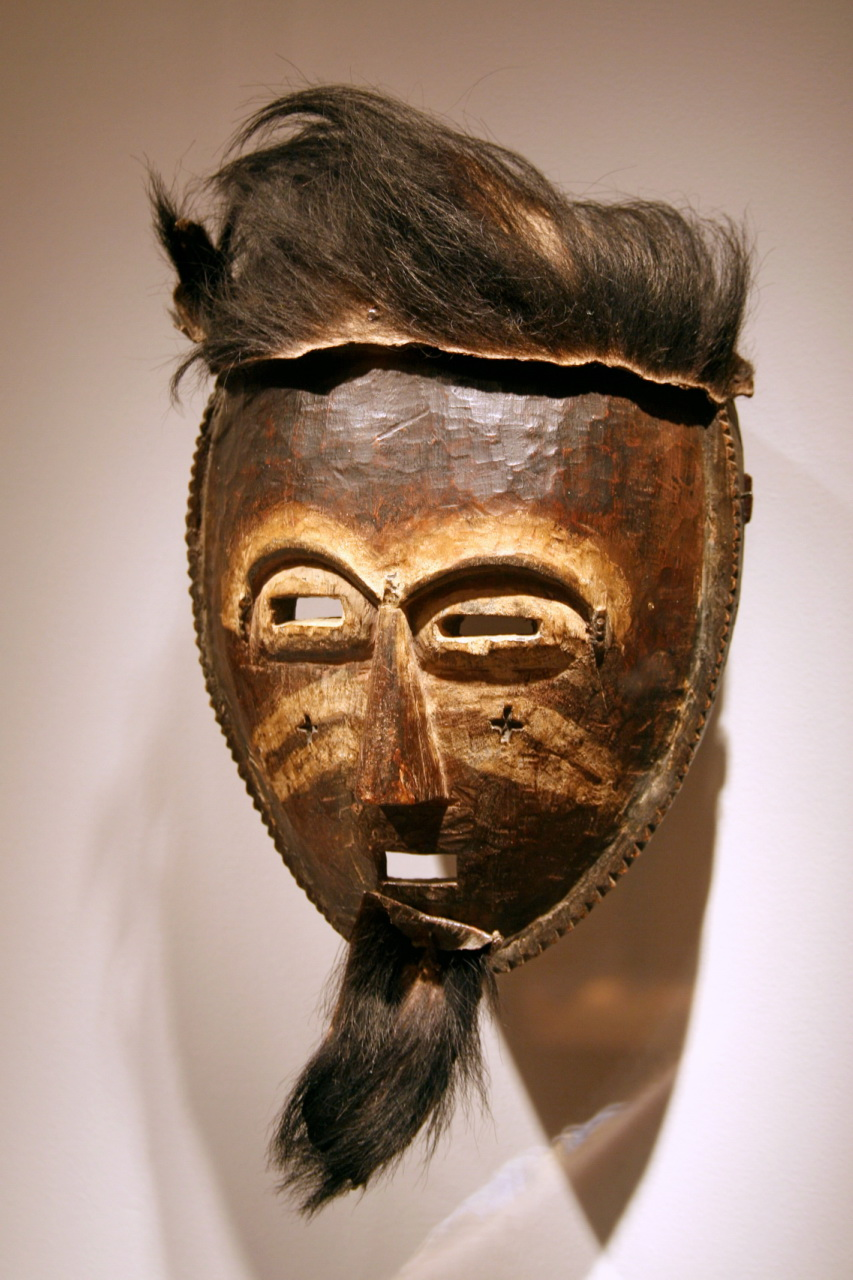
Maschera Atyé della Costa d'Avorio, fine XIX-inizio del XX secolo
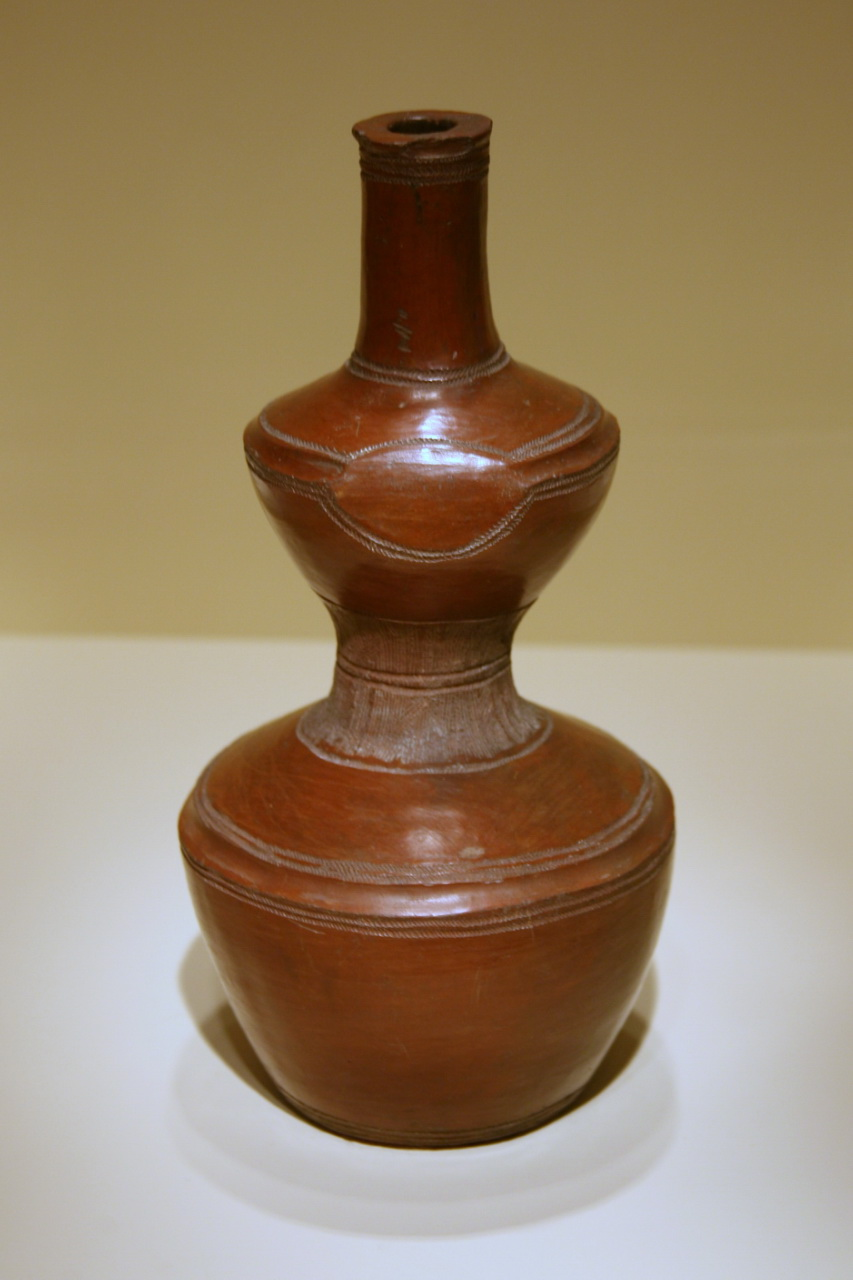
Bottiglia in ceramica del popolo Teke della Repubblica democratica del Congo, prima metà del XX secolo